# Charlotte Campbell
Lady Charlotte Susan Maria Bury (Apellido de soltera Campbell; 28 de enero de 1775, Londres - 1 de abril de 1861, Londres) fue una novelista inglesa, a quien se recuerda principalmente en relación con un Diario ilustrativo de los Tiempos de Jorge IV (1838).

## Biografía
Lady Charlotte Susan Maria Campbell era la hija menor del mariscal de campo escocés John Campbell, quinto duque de Argyll, y su esposa de origen irlandés, la duquesa de Argyll, Elizabeth Gunning; Elizabeth era la segunda hija de John Gunning, de Castle Coote, condado de Roscommon, y de la viuda de James Hamilton, sexto duque de Hamilton. Lady Charlotte nació en Argyll House, Oxford Street, Londres . Durante su juventud se destacó por su belleza y encanto personal, lo que la convirtió en una de las personas más populares de la sociedad inglesa. Estaba interesada en las "bellas letras", y conocía a las celebridades literarias de su época, incluido el joven Walter Scott. Fue en una de sus fiestas donde Scott conoció al escritor Matthew "Monk" Lewis. A la edad de veintidós años publicó anónimamente un volumen con sus poemas.
Se casó el 14 de junio de 1796 con el coronel John Campbell de Shawnfield e Islay (hijo mayor de Walter Campbell de Shawfield, con su primera esposa, Eleanora Kerr), quien, en el momento de su fallecimiento en Edimburgo, el 15 de marzo de 1809, era miembro del Parlamento de Ayr Burghs. De este matrimonio tuvo nueve hijos, de los cuales, sin embargo, sólo le sobrevivieron dos, Lady A. Lennox y Guillermo Russell. Lady Charlotte Campbell se casó en segundas nupcias, el 17 de marzo de 1818, con el reverendo cristiano Edward John Bury (único hijo de Edward Bury de Taunton); tenían dos hijas. Bury recibió de University College, Oxford sus grado y asumió el cargo de rector en Litchfield, Hampshire en 1814. Murió en Ardencaple Castle, Dumbartonshire, en mayo de 1832, a la edad de 42 años.
Después de que Lady Charlotte enviudara en 1809, fue nombrada dama de honor en la casa de Carolina de Brunswick-Wolfenbüttel, princesa de Gales. Se cree que llevó un diario en el que registró las debilidades y fallas de la princesa y otros tantos miembros de la corte. El diario se publicó más tarde de forma anónima; Lord Brougham reveló la identidad de su autor en la Edinburgh Review ; Se rumoreaba que Lady Charlotte había recibido mil libras del editor por sus secretos.
Tras su matrimonio con Bury, realizó diversas contribuciones a la literatura ligera; algunas de sus novelas fueron muy populares, aunque actualmente se encuentran casi olvidadas. Su obra más famosa, el Diario ilustrativo de los tiempos de Jorge IV apareció en dos volúmenes en 1838, y se agregaron dos volúmenes más en 1839, se pensó que evidenciaba una familiaridad con las escenas representadas que solo podía atribuirse a Lady Charlotte. Fue revisado con mucha severidad y atribuido a su señoría tanto por la revista Edinburgh Reviews como por Quarterly Reviews. El diario fue un gran éxito y varias ediciones se agotaron en pocas semanas. Nunca se negó la acusación de su autoría, y desde entonces nadie ha afirmado haber escrito el diario, por eso las bibliotecas públicas comenzaron a catalogar con el nombre de Lady Charlotte a estos volúmenes. El Volumen 3 del Diario fue descubierto por William Michael Rossetti, el cual contiene un encuentro con William Blake, una rara descripción del poeta y artista por parte de un contemporáneo.
Lady Charlotte murió en el 91 de Sloane Street, Chelsea, el 31 de marzo de 1861. Fue curiosamente descrita en su certificado de defunción en Somerset House como "hija de un duque y esposa del Rev. EJ Bury, sin beneficio".

## Controversia sobre la autoría
Hay muchos casos en el diario que cuestionan la identificación de Lady Charlotte Susan Maria Campbell como la autora, principalmente en la página 339 del volumen uno donde el autor del diario escribe el párrafo citado a continuación. “Todo va tristemente para la princesa. Lady Charlotte Campbell me dijo que lamenta no haber visto a todos estos personajes curiosos ; pero, dijo, cuanto más abandonada está la princesa, más feliz se siente por haberse ofrecido a atenderla en este momento. Esto es muy amable en ella y debe ser gratificante para la princesa”. Este párrafo indica claramente que el autor del diario era un conocido cercano de Lady Charlotte, pero no que se tratara de Lady Charlotte en sí misma.
En un párrafo en la página 133 del volumen 3, el cronista escribe: “Lady C. insinúa que el Sr. Brougham tiene la intención de restringir a la Princesa de Gales a treinta mil libras y emplear el resto en el pago de las deudas. ; y que los salarios de todos sus servidores deben ser disminuidos. Lady C. dice que ella le dijo cómo estaban ella y Lady C. Campbell, y solo deseaba que él hiciera lo que él considerara más justo y equitativo para toda la casa". Esto indica que la identificación de Henry Brougham en el Edinburgh Review de Lady Charlotte Campbell como la autora del 'Diario de los tiempos de Jorge IV' fue bastante incorrecta y, de hecho, puede haber sido intencional para disfrazar la identidad del verdadero cronista, cuya real identidad él seguramente debe haberlo sabido.

## Obras
Se cree que lo siguiente es una lista completa de los escritos de Lady Charlotte; muchos de ellos aparecieron originalmente sin su nombre, pero incluso en ese momento no parece haber ningún secreto en cuanto a la identidad del escritor:
- Poems on several Occasions, Poemas en varias ocasiones, de una dama 1797
- Self-indulgence : a tale of the nineteenth century, Autocomplacencia: un cuento del siglo XIX. 1812. 2 volúmenes.
- Conduct is fate, La conducta es el destino. 1822. 3 volúmenes.
- Alla Giornata, o Al día anónimo, 1826. 3 tomos.
- Flirtation, Coqueteo anónimo, 1828, que llegó a tres ediciones. 3 volúmenes.
- A Marriage in high life, Un matrimonio en la alta vida [Por el Excmo. Caroline Lucy Lady Scott.] editado por el autor de Flirtation, 1828. 2 volúmenes.
- The Exclusives, Las Exclusivas. 1830. 3 volúmenes.
- Separation, Separación por el autor de Flirtation, 1830. 3 tomos.
- Journal of the Heart, Viaje al Corazón editado por el autor de Flirtation, 1830
- The three great sanctuaries of Tuscany, Los tres grandes santuarios de Toscana, Valombrosa, Camaldoli, Laverna: : un poema, con notas históricas y legendarias, de la Muy Honorable Lady Charlotte Bury. 1833
- The Disinherited and Ensnared, Los desheredados y los atrapados anónimo, 1834
- Journal of the Heart second serie, Segunda serie de Viaje al Corazón, editada por el autor de Flirtation, 1835
- The Devoted, Los Devotos del autor de Los Desheredados, 1836
- Love, Amor anónimo, 1837; segunda edición 1860
- Memoirs of a Peeress, or the days of fox, Memorias de una Peeress, o los días del zorro por la Sra. CF Gore, editado por Lady C. Bury, 1837
- Ellen Glanville por una dama de rango, 1838, 2 vols. Atribuido a Bury por la biblioteca pública de Nueva York, pero la base de la atribución no está clara.
- Diary illustrative of the Times of Georfe the Fourth, Diario ilustrativo de los Tiempos de Jorge Cuarto anónimo, 1838, 2 vols, 1839, 2 vols más.
- The Divorced, Los Divorciados de Lady CSM Bury, 1837; otra edición 1858
- The History of a Flirt, La historia de un coqueteo. Related By Herself anónimo 1840 (Londres) 3 vols.; 1841 (Filadelfia) 2 vols.
- Family Records, or the Two Sisters de Lady Charlotte Bury, Filadelfia: Lea & Blanchard, 1841, 2 vols.
- The Manoeuvering Mother, La Madre Maniobra . Del autor de "Historia de un coqueteo". 1842. Londres. 3 volúmenes.
- The Wilfulness of Woman, La obstinación de la mujer. Por la autora de "La historia de un coqueteo". 1844. Londres : Henry Colburn. 3 volúmenes.
- The Roses, Las rosas.: Del autor de "La historia de un coqueteo". 1853. Londres : Hurst y Blackett, 3 volúmenes
- The Lady of Fashion, La dama de la moda / del autor de "La historia de un coqueteo". 1856. Londres : Hurst y Blackett, 3 volúmenes
- The Two Baronets una novela de la vida de la moda, por la difunta Lady CSM Bury, 1864.

También se dice que fue la escritora de dos volúmenes de oraciones, Suspirium Sanctorum, que fueron dedicados a Samuel Goodenough, obispo de Carlisle.

## Descendencia

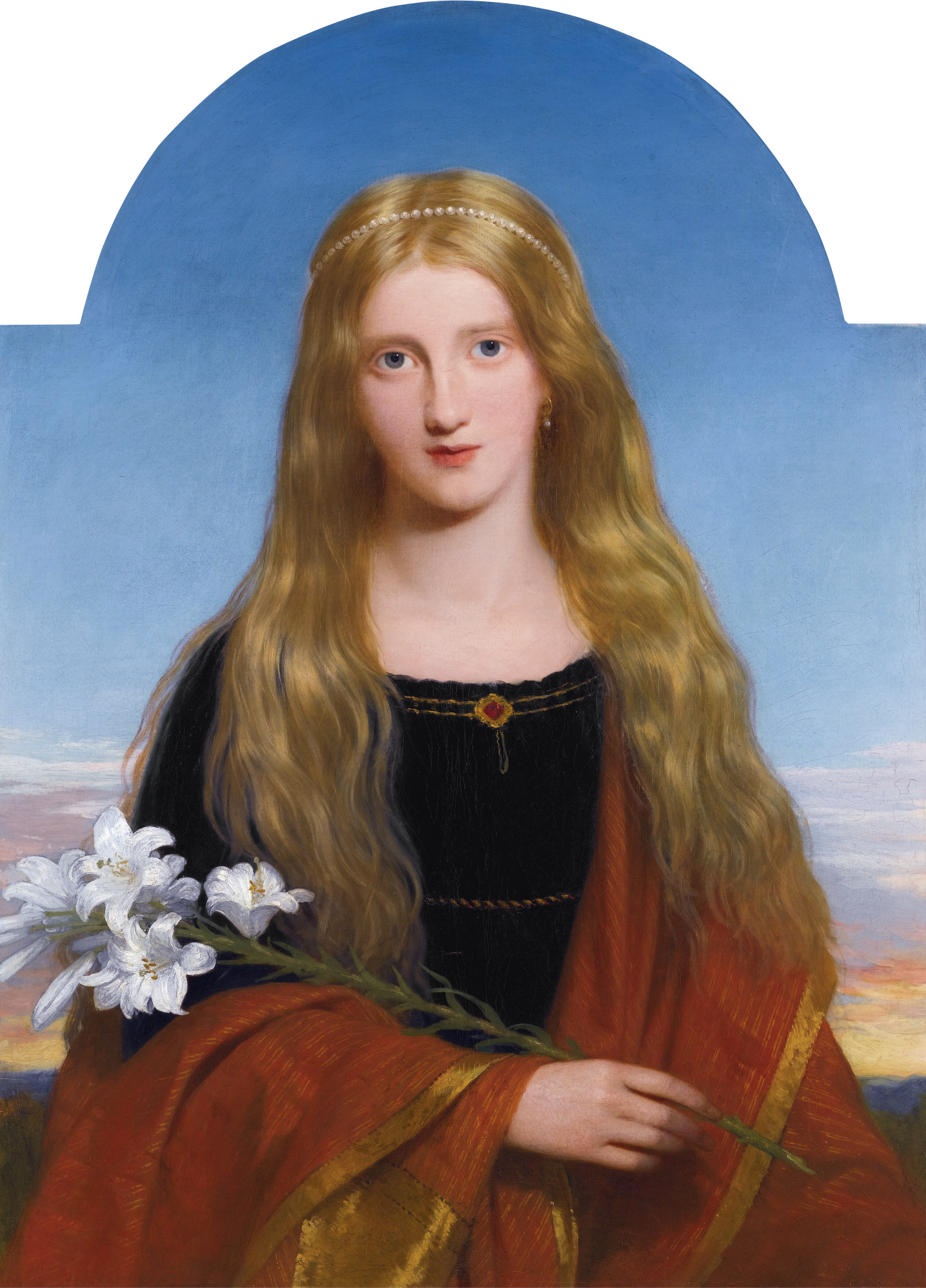
Pintura de una hija de Charlotte y Edward John Bury por el pintor Charles Lock Eastlake

Hijos del coronel John Campbell y Lady Charlotte:
- Walter Frederick (1798–1855), diputado por Argyllshire entre 1822 al 32 y 1835 al 41, y heredero de la isla de Islay, en la Hébridas Interiores
- John George (1800 – 1830), se casó con Ellen, hija de Sir Fitzwilliam Barrington, décimo baronet
- Eliza Maria (1795–1842), paleontóloga, se casó con Sir William Gordon-Cumming, segundo baronet[5][6]
- Eleanora (fallecida en 1828), se casó con Henry, conde de Uxbridge (más tarde (segundo marqués de Anglesey))
- Harriet Charlotte Beaujolais (agosto de 1801 - febrero de 1848), autora menor, se casó con Charles, Lord Tullamore (más tarde segundo conde de Charleville )
- Emma, se casó con William Russell, el hijo menor de Lord William Russell
- Adelaida, se casó con Lord Arthur Lennox
- Julia, se casó con Peter Langford-Brooke, de Mere Hall en Cheshire